# El Pobo de Dueñas
El Pobo de Dueñas es un municipio y localidad española de la provincia de Guadalajara, en la comunidad autónoma de Castilla-La Mancha. El término municipal tiene una población de 99 habitantes (INE 2024).

## Geografía
Integrado en la comarca de Señorío de Molina-Alto Tajo, se sitúa a 162 km de la capital provincial. El término municipal está atravesado por la carretera N-211, entre los pK 81 y 86, y por la carretera autonómica CM-2112, que permite la comunicación con Setiles y Tordesilos. 
El relieve está caracterizado por una llanura con aspecto de páramo en pleno Sistema Ibérico castellano, contando con algunos arroyos y barrancos además de elevaciones aisladas. Por el norte se extienden los Cerros de Valdebétera y por el este se visualizan los perfiles de la Sierra Menera. La altitud del territorio oscila entre los 1379 m (Collado de los Comenarejos) en los Cerros de Valdebétera y los 1150 m en el arroyo de la Hoz, al noreste. El pueblo se alza a 1250 m sobre el nivel del mar.
| Noroeste: Hombrados          | Norte: Hombrados | Noreste: Odón (Teruel) y Blancas (Teruel) |
| Oeste: Hombrados y Morenilla |                  | Este: El Pedregal                         |
| Suroeste: Morenilla          | Sur: Tordellego  | Sureste: Setiles                          |

## Historia
Hacia mediados del siglo XIX, el lugar tenía contabilizada una población de 324 habitantes. La localidad aparece descrita en el decimotercer volumen del Diccionario geográfico-estadístico-histórico de España y sus posesiones de Ultramar de Pascual Madoz de la siguiente manera:

POBO (el): l. con ayunt. en la prov. de Guadalajara (25 leg.), part. jud. de Molina (3), aud. terr. de Madrid (35), c. g. de Castilla la Nueva, dióc. de Sigüenza (15). sit. en terreno áspero con libre ventilación y clima frio; tiene 84 casas, la consistorial, cárcel, escuela de instrucción primaria concurrida por 40 alumnos, pagada por reparto vecinal, 2 fuentes de buenas aguas; una igl. parr. (la Asuncion de Ntra. Sra.) servida por un cura y un sacristan. térm.: confina con el de Campillo de Dueñas, Hombrados, Setiles y Teros; dentro de él se encuentran 7 fuentes y las ermitas de la Soledad, Ntra. Sra. del Campo y Sta. Cristina. El terreno es quebrado, frio y de mediana calidad; comprende dos montes de encina y roble, poco poblados; caminos: los locales y la antigua carretera de Madrid á Valencia, todos en mal estado. correo: se recibe y despacha en la cab. del part. prod.: trigo, centeno, cebada, avena y legumbres, leñas de combustible y yerbas de pasto con los que se mantiene ganado lanar y cabrio; hay caza de liebres, conejos y perdices: ind.: la agrícola. pobl.: 92 vec., 324 alm. cap. prod.: 1.734,300 rs. imp.: 121,400. contr.: 5,642.
(Madoz, 1849, p. 97)

Hasta la reforma de la nomenclatura municipal de 1916 el municipio se llamaba simplemente El Pobo. En dicha fecha su nombre fue modificado por el de El Pobo de Dueñas.

## Demografía
El Pobo de Dueñas cuenta con una población de 99 habitantes (INE 2024).
| Gráfica de evolución demográfica de El Pobo de Dueñas entre 1842 y 2021 |
| |
| Población de derecho según los censos de población del INE Población de hecho según los censos de población del INEEntre el censo de 1857 y el anterior, crece el término del municipio porque incorpora a El Pedregal Entre el censo de 1930 y el anterior, disminuye el término del municipio porque independiza a El Pedregal |

| 172           | 189 | 172 | 150 | 159 | 158 | 158 | 138 | 134 |
| (Fuente: INE) |     |     |     |     |     |     |     |     |

## Administración y política

### Últimos alcaldes
| Período   | Alcalde                | Partido |
| --------- | ---------------------- | ------- |
| 1979-1983 |                        |         |
| 1983-1987 |                        |         |
| 1987-1991 |                        |         |
| 1991-1995 | Manuel Ibáñez Coba     | PSOE    |
| 1995-1999 | Manuel Ibáñez Coba     | PSOE    |
| 1999-2003 | Julián Herranz Herranz | PP      |
| 2003-2007 | Manuel Ibáñez Coba     | PSOE    |
| 2007-2011 | Manuel Ibáñez Coba     | PSOE    |
| 2011-2015 | Alberto Checa Arauz    | PP      |
| 2015-2019 | Alberto Checa Arauz    | PP      |
| 2019-     | Samuel Herranz Muniesa | PP      |

### Resultados electorales
| Elecciones municipales |      |      |      |      |      |
| Partido                | 2003 | 2007 | 2011 | 2015 | 2019 |
| PP                     | 2    | 1    | 3    | 3    | 4    |
| PSOE                   | 3    | 4    | 2    | 2    | 1    |
| Total                  | 5    | 5    | 5    | 5    | 5    |

## Economía
En noviembre de 2008 se inauguró entre el municipio de El Pobo y el de Hombrados el parque eólico de Caldereros, con 16 aerogeneradores que producen 37,8 MW de electricidad.
El robledal y monte bajo ocupan 2000 ha y poco más de 1100 ha, en secano, producen cereales. La ganadería de caprinos y lanares mantiene parte de su tradicional importancia. En el término se explotan minas de hierro, integradas en el complejo turolense de Sierra Manera.

## Cultura
En esta localidad hay un museo etnográfico en el que se encuentran diferentes enseres utilizados por los lugareños varias décadas atrás.

## Patrimonio

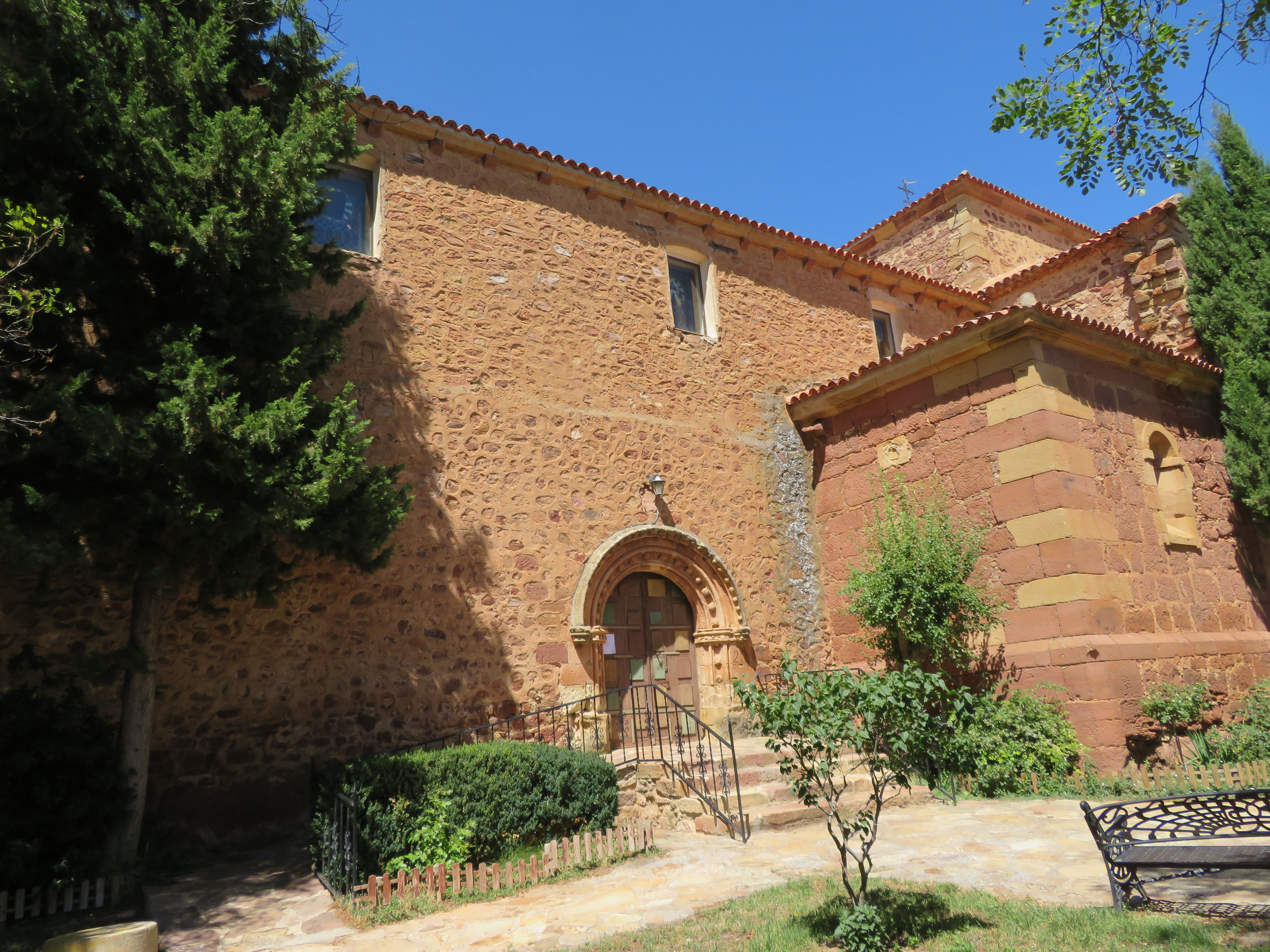
Iglesia de la Asunción

En la localidad hay una iglesia bajo la advocación de la Asunción de Nuestra Señora.

## Fiestas patronales
Las fiestas patronales son el 20 y 21 de agosto, en honor de la Virgen del Campo y del Santo Cristo de la Salud. Además, se celebra la fiesta de septiembre, en la que se recuerda las antiguas fiestas patronales. Se honra también a San Isidro labrador, el 15 de mayo.